# Federico García Lorca flygplats
Federico García Lorca flygplats är en flygplats i Spanien. Den ligger i provinsen Provincia de Granada och regionen Andalusien, i den södra delen av landet, 400 km söder om huvudstaden Madrid. Federico García Lorca flygplats ligger 566 meter över havet.
Terrängen runt Federico García Lorca flygplats är platt åt sydväst, men åt nordost är den kuperad. Runt Federico García Lorca flygplats är det tätbefolkat, med 257 invånare per kvadratkilometer. Närmaste större samhälle är Granada, 15,1 km öster om Federico García Lorca flygplats. Trakten runt Federico García Lorca flygplats består till största delen av jordbruksmark.